# Grumman F6F Hellcat
Grumman F6F Hellcat byl americký palubní stíhací letoun zkonstruovaný v roce 1942 společností Grumman. Poprvé vzlétl v roce 1942. V letech 1942–1945 bylo vyrobeno celkem 12 275 kusů. Hellcat je neúspěšnějším stíhacím letounem druhé světové války v Tichomoří. Jeho poměr vítězství a ztrát dosáhl 19:1. Americké námořnictvo jej vyřadilo roku 1956. Dále je provozovaly ozbrojené síly Argentiny, Francie, Paraguaye, Uruguaye a Velké Británie.

## Vývoj

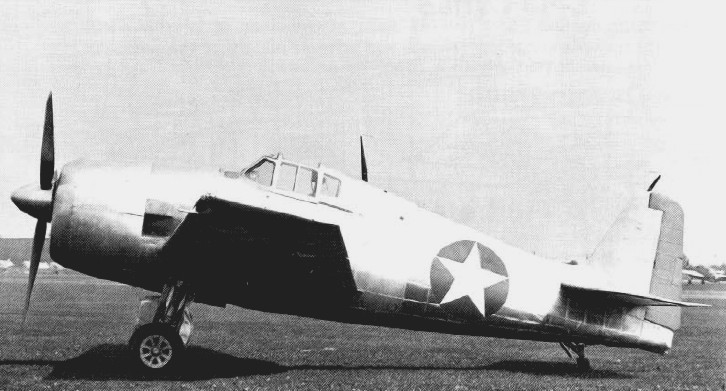
Prototyp XF6F-1

Při vývoji F6F Hellcat společnost Grumman vycházela ze svých zkušeností s typem F4F Wildcat. Původně zamýšlela inovaci tohoto stroje, avšak nakonec se rozhodla pro zcela novou konstrukci letounu.
První let prototypu XF6F-1 (sériové číslo 02981) se uskutečnil 26. června 1942 z továrního letiště Grummanu na Long Islandu. Stroj zalétával zkušební šéfpilot společnosti Grumman Robert Leicester Hall. Let trval 25 minut. Ukázalo se, že výkon motoru Wright R-2600 je nedostačující, a proto byl nahrazen výkonnějším Pratt & Whitney R-2800. Označení prototypu se změnilo na XF6F-3. Bob Hall s upraveným prototypem poprvé vzlétl 30. července 1942, ale již 17. srpna 1942 s ním havaroval v lokalitě Crane’s Farm na Long Islandu. Letoun byl středně těžce poškozen a Hall vážně zraněn. Po opravě pokračoval ve zkouškách a byl upraven na verzi XF6F-4. Druhý prototyp měl sériové číslo 02982.
Ještě v roce 1942 začala sériová výroba. V roce 1943 začaly být Hellcaty vyzbrojovány americké letadlové lodě. Stroje byly neustále zdokonalovány, byla rovněž postavena noční stíhací verze vybavená radarem či průzkumná verze s fotografickým přístrojem. Některé letouny byly za Korejské války přestavěny na bezpilotní létající bomby (F6F-5K). Celkem bylo vyrobeno 12 275 strojů. Všechny vyrobil závod Grummanu v Bethpage. Byl to největší počet letadel jednoho typu vyrobených v jediné továrně.

## Bojové nasazení

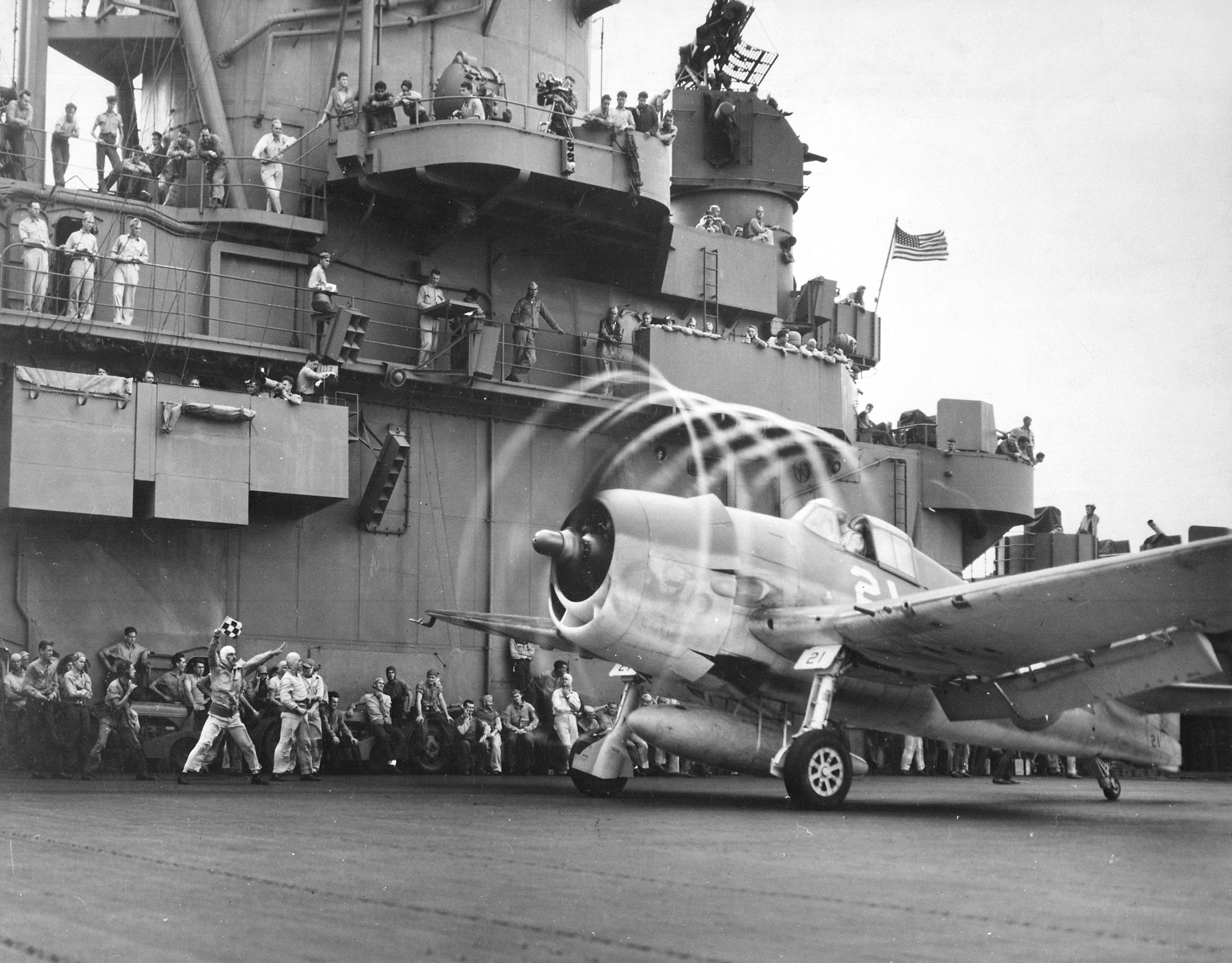
F6F na USS Yorktown (CV-10)

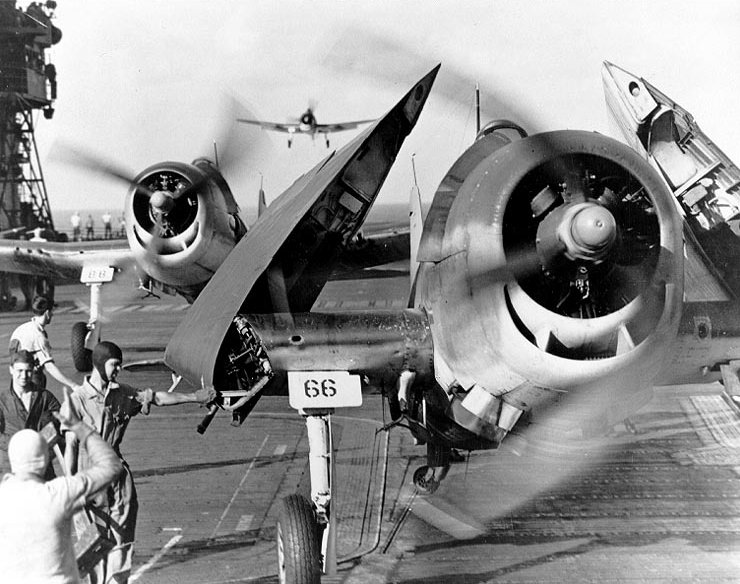
F6F na letadlové lodi USS Enterprise (CV-6)

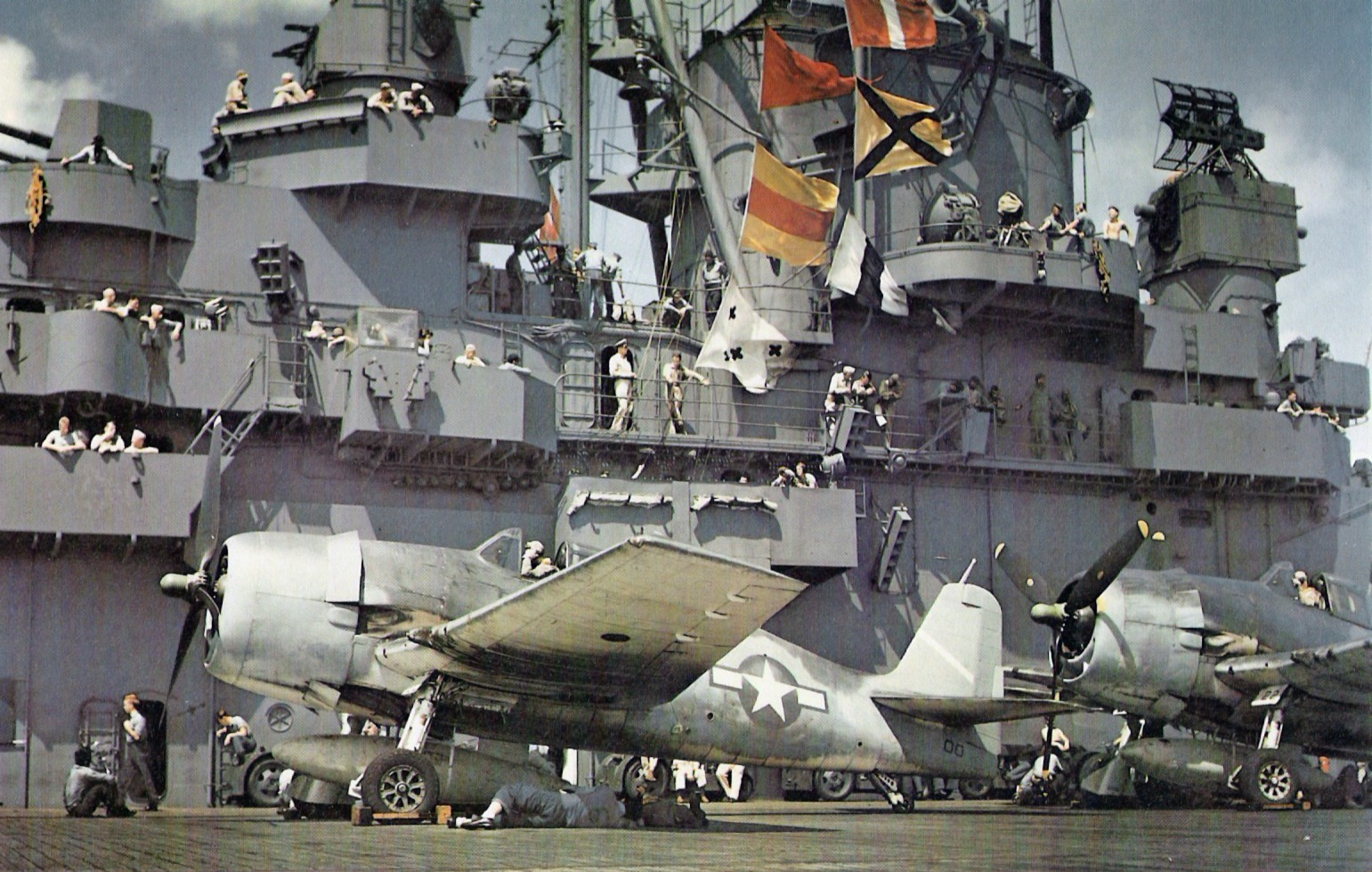
Letouny F6F na lodi USS Yorktown, foto: Charles Kerlee, 1943

Letouny Grumman F6F Hellcat se spolu se stroji F4U Corsair získaly v leteckých soubojích na moři dominantní postavení. Hellcatům byly v Tichomoří přiznány 3/4 všech sestřelů nepřátelských letadel (v různých pramenech se udává buď 5 155 až 5 163 sestřelů japonských letounů), létalo na něm 305 leteckých es a nejúspěšnějším z nich byl David McCampbell, jenž se se svojí "Minsi" a "Minsi III" stal během 5 měsíců nejúspěšnějším stíhačem amerického námořnictva s 34 potvrzenými sestřely. Ačkoliv byl Hellcat dvakrát těžší než Zero, vyrovnával to silnou výzbrojí, robustní konstrukcí, dobrou pasivní ochranou pilota i nádrží a konečně propracovanou taktikou nasazení. Díky Hellcatům se vojenská situace v Tichomoří obrátila. Letouny F6F ničily japonské stroje ve velkém, při 66 530 bojových letech sestřelily až 6 153 letounů při ztrátě 270 ve vzdušných soubojích, poměr sestřelů tak byl 19,1 ku 1 ve prospěch pilotů Hellcatů.  Jedna z bitev v Pacifiku dokonce dostala název „Velké střílení krocanů u Marian“. Díky dobrým zkušenostem si 1100 strojů odebralo Spojené království v rámci smlouvy o půjčce a pronájmu. Sloužily na letadlových lodích i pozemních základnách Royal Navy. Po druhé světové válce si letouny zakoupila Francie, která je použila v bojích nad Indočínou, Argentina a letectvo Uruguaye, které Hellcaty vyřadilo až v roce 1961.

## Uživatelé
(Údaje dle publikace Grumman Aircraft since 1929.)
- Argentina
  - Argentinské námořnictvo
- Francie
  - Aéronavale
  - Armée de l'air
- Paraguay
  - Paraguayské námořnictvo
- Spojené království
  - Fleet Air Arm
- Spojené státy americké
  - United States Navy
  - United States Marine Corps Aviation
  - National Advisory Committee for Aeronautics
- Uruguay
  - Uruguayské námořnictvo

## Specifikace (F6F-5)
Údaje dle

### Technické údaje
- Rozpětí: 13,06 m
- Rozpětí se složeným křídlem: 4,93 m
- Délka: 10,24 m
- Výška: 3,99 m
- Nosná plocha: 31,03 m²
- Hmotnost prázdného letounu: 4 190 kg
- Vzletová hmotnost: 5 779 kg
- Maximální vzletová hmotnost: 6 991 kg
- Plošné zatížení: 186 kg/m²[pozn. 1]
- Pohonná jednotka: 1 × vzduchem chlazený dvouhvězdicový osmnáctiválec se vstřikováním vody do válců a dvoustupňovým kompresorem Pratt & Whitney R-2800-10W Double Wasp
- Výkon pohonné jednotky: 2 000 hp (1 491,4 kW), při injektáži vody až 2 200 hp.
- Poměr výkon-hmotnost: 2,9 kg/hp[pozn. 2]

### Výkony
- Maximální rychlost: 611 km/h ve výši 7 130 m
- Cestovní rychlost: 270 km/h
- Stoupavost: 15,1 m/s
- Dostup: 11 370 m
- Dolet: 1 520 km
- Maximální dolet: 2 180 km

### Výzbroj
- 6 × kulomet AN/M2 Browning ráže 12,7 mm se zásobu munice 2 400 nábojů (6x400) a přibližně 30 sekundy palby[pozn. 3]
- 3 × závěsník pro pumu o hmotnosti 1000 liber (454 kg) nebo raketu Tiny Tim[pozn. 4]
- 6 × závěsník pro rakety HVAR